# 強酸
強酸（きょうさん、Strong acid）とは、水溶液中で平衡に達したとき、プロトンをほとんど完全に電離する電解質のことである。

## 概要
下式のように、酸 HA(aq) はプロトン H3O+(aq)（陽イオン）と A-(aq) （陰イオン）に電離する物質のことであるが、電離した酸は常に電離したままではない。
電離した酸 A-(aq) はしばらくするとプロトンと出会い元の物質 HA(aq) になり、プロトンを得た酸はしばらくするとまた電離する。溶媒中における酸はこの過程を繰り返しておるが、温度や圧力などの物理条件を一定に保つならば、ある瞬間における、電離した酸と電離していない酸の割合は一定に保たれる。
このため、酸水溶液中では常に電離している酸 A-(aq) と常に電離しない酸 HA(aq) が一定の割合で存在するとみなすことができる。強酸は、この割合において電離した酸が圧倒的に大きい酸のことである。
したがって、全ての酸が常に電離しているとみなせる。このような、プロトンの水側への大きな偏りにより、後述するようにプロトンあるいはオキソニウムイオンを酸解離定数に関係なく生成すると考えられる。
ただし、実際には全ての酸が電離しているわけではないので、強酸といえど固有の酸解離定数 pKa は存在する。
強酸の場合、pKa < 0 すなわち、Ka > 1 であり、たいていの強酸は Ka >> 1 である。
{\displaystyle {\ce {{HA(aq)}+ H2O(l) <=> H3O+(aq) + A^{-}(aq)}}}
強酸は腐食性が大きいと想定されるが、常にそういうわけではない。
超酸のカルボラン酸 (H(CHB11Cl11) は、硫酸の100万倍の強さであるがガラスに対しては全くの非腐食性である。
一方、希薄水溶液中で弱酸であるフッ化水素酸 (HF) は腐食性が非常に強く、イリジウムを除く全ての金属とガラスを腐食する。

## 強酸のpH
純水に強酸を加え、濃度Cの強酸水溶液を作った場合を考える。水溶液中の強酸は全て電離しているとみなす。
すなわち
{\displaystyle \,[\mathrm {A} ^{-}]=C}
が成り立つとする。

### 酸濃度の高い場合
{\displaystyle C^{2}\gg K_{w}}
が成り立つとき、
{\displaystyle \,[\mathrm {H} ^{+}]=C}
すなわち、
{\displaystyle \,pH=-\log _{10}C}
が成り立つ。

### 酸濃度の低い場合
{\displaystyle C^{2}\gg K_{w}}
が成り立たないとき、
{\displaystyle \,[\mathrm {H} ^{+}]^{2}-C[\mathrm {H} ^{+}]-K_{w}=0}
すなわち、
{\displaystyle pH=-\log _{10}\left({\frac {C+{\sqrt {C^{2}+4K_{w}}}}{2}}\right)}
が成り立つ。

## 共役酸としての強酸
塩基Bがプロトンを受け取った共役酸BH+の酸解離定数は塩基解離定数と以下の関係にあり、弱い塩基の共役酸であるほど強い酸となる。
{\displaystyle K_{a}={\frac {K_{w}}{K_{b}}}}
例えば非常に弱い塩基であるホスフィンの共役酸は強酸であり超酸のような強酸性媒体中においてプロトン化を受ける。
{\displaystyle {\ce {PH4+ + H2O <=> H3O+ + PH3}}} , pKa = -12
金属水酸化物の共役酸すなわち水和金属イオン（アクアイオン）では、電荷 z が大きくイオン半径 r の小さなものほど強酸となる。希ガス電子配置の金属イオンではpKaは、z2/rとほぼ直線関係にある。
例えば、4価のジルコニウムイオンZr4+(aq)ではpKa = 0.2程度であり、強酸性水溶液中でも加水分解している。
{\displaystyle {\ce {M(H2O)_{m}^{n+}(aq)\ <=>\ H+(aq)+M(OH)(H2O)_{m-1}^{(n-1){+}}(aq)}}}

## 非水溶媒中における強酸
水溶液中における酸解離平衡の概念は非水溶媒中においても適用され、酸HAが溶媒S中において以下の平衡が著しく右辺に偏り、リオニウムイオンHS+を定量的に生成する場合、酸HAは溶媒S中において強酸であると表現する。
{\displaystyle {\ce {HA + S <=> HS+ + A-}}}
このような酸解離平衡は溶媒のプロトン受容性および比誘電率などにより決まる。
例えば、水溶液中において弱酸である酢酸も液体アンモニア中では強酸としてはたらく。
{\displaystyle {\ce {CH3COOH + NH3 <=> NH4+ + CH3COO^-}}}

## 主な強酸
| 酸                 | HA    | A-    | Ka   | pKa   |
| ------------------ | ----- | ----- | ---- | ----- |
| ヨウ化水素         | HI    | I-    | 1011 | -11   |
| 過塩素酸           | HClO4 | ClO4- | 10   | -10   |
| 臭化水素           | HBr   | Br-   | 109  | -9    |
| 塩化水素           | HCl   | Cl-   | 107  | -7    |
| 硫酸               | H2SO4 | HSO4- | 105  | -5    |
| 硝酸               | HNO3  | NO3-  | 102  | -2    |
| オキソニウムイオン | H3O+  | H2O   | 55.5 | -1.74 |

主な強酸には右表のようなものがある。オキソニウムイオン (H3O+) はしばしば水素イオン (H+) と同等に扱われる。しかし、水溶液中には水素イオンという化学種は存在せず全てオキソニウムイオンの形で存在している。

### その他
広くは認められていないが、以下のような酸も水溶液中において強酸としての性質をもつ。
- 塩素酸 (HClO3)
- 臭素酸 (HBrO3)
- ヨウ素酸 (HIO3)  pKa=0.77
- 過臭素酸 (HBrO4)
- メタ過ヨウ素酸 (HIO4)
- 過マンガン酸 (HMnO4)  pKa=-2.4
- チオシアン酸 (HSCN)  pKa=-1.32

オキソ酸 XOm(OH)n についてはポーリングの経験則により m-n>2 のものがおおむね強酸となる。これは酸素原子の誘起効果によるものである。またフルオロ錯体の遊離酸も陰イオンに対するプロトン親和力が極めて弱いため多くは強酸である。
- テトラフルオロホウ酸 (H[BF4])
- ヘキサフルオロリン酸 (H[PF6)])

## 超酸
100%硫酸よりも強い酸性媒体のことを超酸と呼ぶ。